# 松平忠利
松平 忠利（まつだいら ただとし）は、安土桃山時代から江戸時代前期にかけての武将・大名。下総国小見川藩主、三河国深溝藩主を経て同国吉田藩の初代藩主。深溝松平家5代当主。官位は従五位下・主殿頭。

## 生涯
深溝松平家4代当主・松平家忠の長男として誕生。幼名のお猿は松平清善が名付け、また脇差も与えている。
慶長元年（1596年）から徳川秀忠に仕える。慶長5年（1600年）、秀忠から偏諱を受け忠俊（のち忠利）と称した。
同年の関ヶ原の戦いの前哨戦である伏見城攻防戦で父が戦死したため、下総小見川の遺領を継いだ。その後は徳川家康に従って下野国まで赴き、上杉景勝の南下に備えての押さえとして残された。このとき、父の復仇に燃える忠利は戦場に赴くことを望んだが、許されなかった。
戦後、関ヶ原の戦功により父祖の旧領三河深溝に1万石を与えられた。慶長17年（1612年）には三河吉田3万石に加増された。大坂の陣に参陣し、戦功をたてている。寛永9年（1632年）6月5日、51歳で死去し、跡を長男・忠房が継いだ。

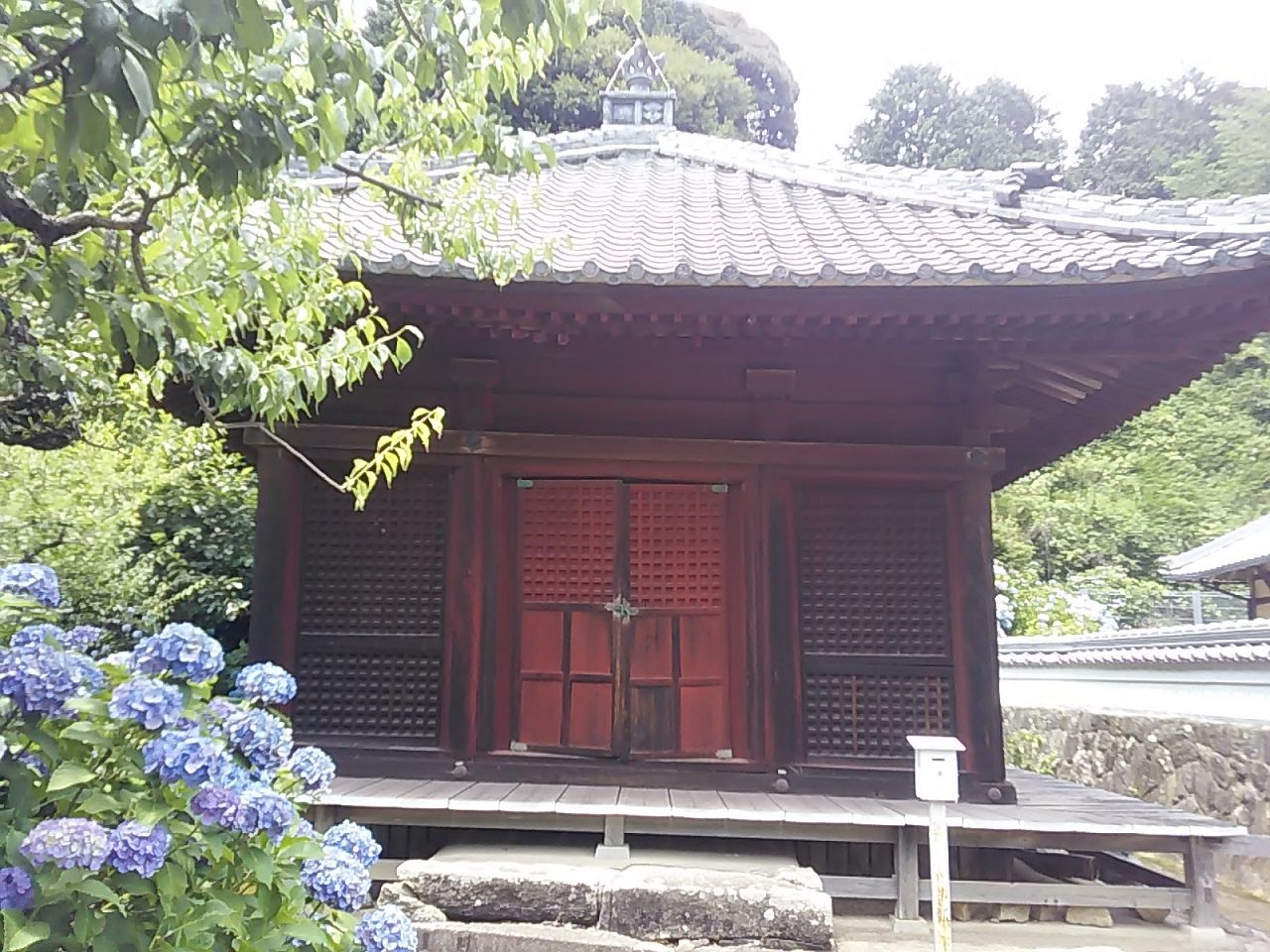
松平忠利の廟(幸田町本光寺)

里村紹巴と交流して連歌に優れており、「寿松院殿忠利公御連歌懐紙」という歌集がある。

## 系譜
父母
- 松平家忠（父）
- 水野忠分の次女（母）

正室
- 松平家清の娘

子女
- 松平忠房（長男）生母は正室
- 松平忠季（次男）
- 木下俊治正室